# Comunidad intencional

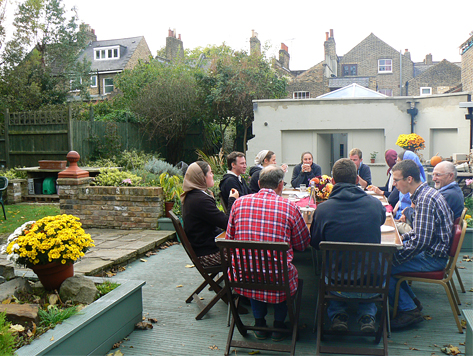
En las Comunidades Bruderhof se vive y come comunitariamente.

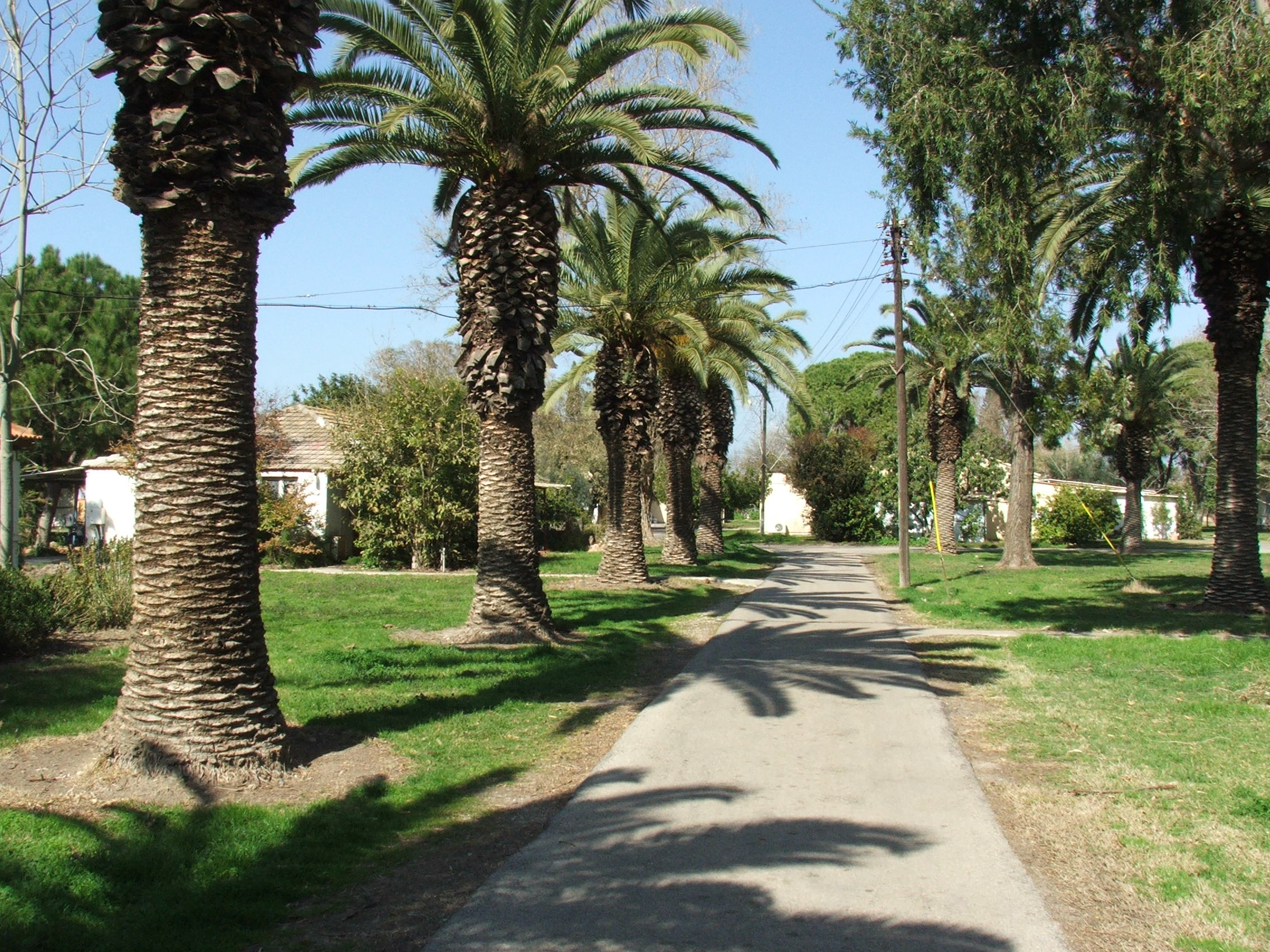
Kfar Masaryk es un Kibutz en el norte de Israel.

Una comunidad intencional es una comunidad de personas residentes diseñada para tener un grado alto de trabajo en equipo, superior al de otro tipo de comunidades.
Los miembros de una comunidad intencional tienen una visión social, política o espiritual (comunidades cuáqueras y anarcocristianas) en común y siguen el mismo tipo de vida alternativo (alternative lifestyle) compartiendo responsabilidades y recursos.
Algunas de estas comunidades son las de covivienda, ecoaldeas, comunas, kibbutzim, ashrams y algunas cooperativas de vivienda, también denominadas cohousing.
Los miembros nuevos suelen ser elegidos por integrantes de la comunidad más que por propietarios de las tierras (si es que la tierra no es propiedad de la comunidad).